# Espasa-Calpe
Espasa-Calpe fue una editorial española, nacida a partir de la unión de Espasa, fundada en 1860, y Calpe, fundada en 1918. Se mantuvo como una única casa editorial hasta 1991, en que fue adquirida por el Grupo Planeta, manteniendo su función editorial bajo la denominación de Editorial Espasa.

## Historia
Nació en 1925 de la unión de dos editoriales: Calpe, fundada en 1918 por Nicolás María de Urgoiti, y Espasa, fundada en 1860 por Pablo y José Espasa Anguera. La empresa surgida de la fusión, denominada Espasa-Calpe, quedó bajo control de la compañía Papelera Española, y en su momento constituyó una de las empresas editoriales más importantes de la época. La nueva editorial contó además con un ventajoso contrato de suministro con la Papelera. Además, Calpe se había comprometido a continuar la producción de la famosa Enciclopedia «Espasa», y también a su distribución. Espasa-Calpe abrió en Madrid una importante librería, la Casa del Libro, situada en plena Gran Vía. Continuó con la producción de la ahora denominada Enciclopedia Espasa-Calpe. Además, amplió sus operaciones hacia Sudamérica, estableciendo una sede en la capital argentina, Buenos Aires. Desde allí extendió su mercado a otros países, como Chile, Uruguay, Perú, México o Cuba.
Desde 1925 se encargó de la edición de las publicaciones de la Real Academia Española. Entre las labores editoriales de Espasa-Calpe destaca la colección Austral, pionera en español, de los libros de bolsillo.
En 1984 la editorial instituyó el Premio Espasa-Calpe de Ensayo, de carácter anual, que sigue entregándose en la actualidad.
En 1991 Espasa-Calpe fue adquirida por el Grupo Planeta, que pagó por ella la cifra de 15.000 millones de pesetas de la época. Desde entonces pasó a formar parte del grupo Planeta, aunque manteniendo su identidad como editorial «Espasa».